# 권윤주
권윤주(1975년 2월 18일 ~ )는 스노우캣이라는 필명으로 알려진 대한민국의 웹툰 작가이다. 스노우캣은 웹툰에서 사용하는 권윤주의 아바타로, 일러스트레이터로 활동할 때는 스노우캣이라는 필명을 사용하지 않는다.

## 개요
웹툰 1세대 작가로 불리며, 2000년대 초반 귀차니즘이라는 말을 처음 대중화시킨 것으로 유명하다. 홍익대학교 시각디자인과 출신으로, 웹툰 활동 외에 보그 등의 잡지에서 일러스트레이터로 활동하고 있다. 2009년에는 투모로우 삼성의 일러스트 작업을 했다. 현재는 서울특별시 마포구 서교동의 단독주택에 거주하고 있다. 독신으로 나옹과 은동이라는 고양이 두마리를 기르며, 그 고양이들을 소재로 옹동스라는 만화를 카카오페이지에 연재중이다.

## 대표작
스노우캣 항목 참조.

## 참조문헌
- 스노우캣 홈페이지